# Шармуай (Верхняя Сона)
Шармуа́й (фр. Charmoille) — коммуна во Франции, находится в регионе Франш-Конте. Департамент — Верхняя Сона. Входит в состав кантона Везуль-Уэст. Округ коммуны — Везуль.
Код INSEE коммуны — 70136.

## География
Коммуна расположена приблизительно в 310 км к юго-востоку от Парижа, в 50 км севернее Безансона, в 6 км к северо-западу от Везуля.

## Население
Население коммуны на 2010 год составляло 442 человека.
| 1962 | 1968 | 1975 | 1982 | 1990 | 1999 | 2010 |
| ---- | ---- | ---- | ---- | ---- | ---- | ---- |
| 101  | 112  | 145  | 359  | 383  | 362  | 442  |

## Экономика

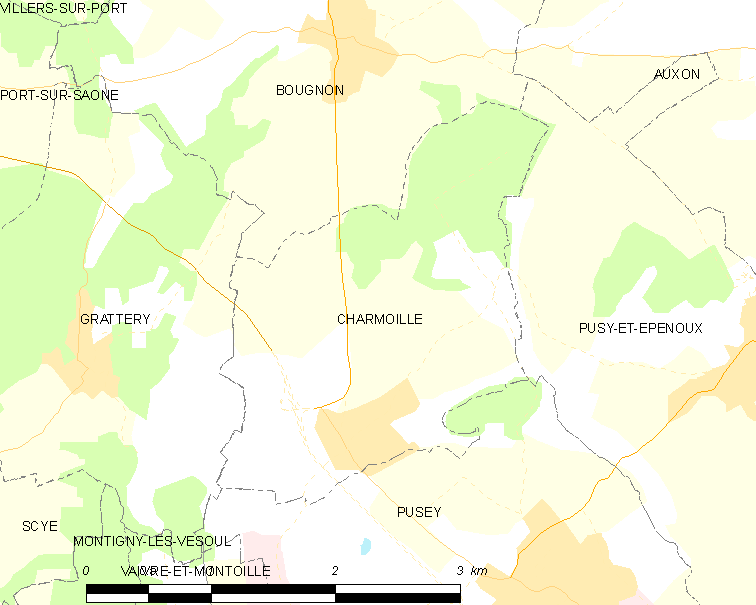
Карта коммуны

В 2010 году среди 315 человек трудоспособного возраста (15—64 лет) 247 были экономически активными, 68 — неактивными (показатель активности — 78,4 %, в 1999 году было 71,4 %). Из 247 активных жителей работали 235 человек (117 мужчин и 118 женщин), безработных было 12 (3 мужчин и 9 женщин). Среди 68 неактивных 19 человек были учениками или студентами, 35 — пенсионерами, 14 были неактивными по другим причинам.